# Ibrahima Camara (calciatore 1985)
Ibrahima Sory Camara (Freetown, 1º gennaio 1985) è un ex calciatore sierraleonese naturalizzato guineano, di ruolo difensore.

## Carriera
Acquistato nel 1999 dal Parma, cresce nelle giovanili della squadra emiliana ed esordisce in Serie A il 19 settembre 2004 in Udinese-Parma (4-0). Concluderà la stagione con 9 presenze.
In seguito ad un preaccordo nascosto alla società ducale stipulato con il Torino, ad inizio della stagione 2005-2006 viene allontanato momentaneamente dalla rosa, totalizza solo 3 presenze in tutto il campionato. Tale condotta da parte del Parma derivava dal rifiuto del giocatore a stipulare il contatto professionale. Una volta stipulato tale contratto, Ibrahima veniva subito reintegrato nella rosa.
Nel giugno 2006 viene mandato in prestito con diritto di riscatto alla squadra francese di Le Mans. Nel maggio 2007 il Le Mans esercita il diritto di riscatto, acquistando in via definitiva il giocatore guineano.
Dopo alcune esperienze poco fortunate con il Nantes sempre in Francia e quindi con l'Eupen in Belgio, nel 2011 firma un contratto con il club marocchino del Meknès.